# National Hockey League 1973-1974
La stagione 1973-1974 è stata la 57ª edizione della National Hockey League. La stagione regolare iniziò il 10 ottobre 1973 e si concluse il 7 aprile 1974, mentre i playoff della Stanley Cup terminarono il 5 maggio 1974. I Chicago Blackhawks ospitarono l'NHL All-Star Game presso il Chicago Stadium il 29 gennaio 1974. I Philadelphia Flyers sconfissero i Boston Bruins nella finale di Stanley Cup per 4-2, conquistando il primo titolo nella loro storia.
Questa fu l'ultima stagione nella storia della NHL prima dell'introduzione delle Conference, nonché l'ultima disputata con sole due division, dominate rispettivamente dai Boston Bruins e dai Philadelphia Flyers, le due future finaliste. Al termine della stagione regolare i Bruins riuscirono nell'impresa di piazzare quattro suoi giocatori nei primi quattro posti della classifica marcatori, mentre Phil Esposito vinse per il quarto anno consecutivo l'Art Ross Trophy, il quinto in sei anni. Dal punto di vista finanziario proseguirono i problemi dei California Golden Seals, al punto che nel mese di febbraio il proprietario della franchigia Charles Finley fu costretto a venderla temporaneamente alla lega per 6,85 milioni di dollari.
La vittoria della Stanley Cup da parte dei Philadelphia Flyers rappresentò il primo successo di una franchigia creata dopo la fine dell'era Original Six avvenuta nel 1967. Il suo allenatore Fred Shero fu il primo a ricevere un nuovo premio istituito proprio quell'anno, il Jack Adams Award.

## Squadre partecipanti
- Atlanta Flames
- Boston Bruins
- Buffalo Sabres
- California Golden Seals
- Chicago Blackhawks
- Detroit Red Wings
- Los Angeles Kings
- Minnesota North Stars

- Montreal Canadiens
- New York Islanders
- New York Rangers
- Philadelphia Flyers
- Pittsburgh Penguins
- St. Louis Blues
- Toronto Maple Leafs
- Vancouver Canucks

## Pre-season

### NHL Amateur Draft
L'Amateur Draft si tenne il 15 maggio 1973 presso gli uffici della National Hockey League di Montréal, in Québec. I New York Islanders nominarono come prima scelta assoluta il difensore canadese Denis Potvin. Altri giocatori rilevanti all'esordio in NHL furono Lanny McDonald, Tom Lysiak, Dennis Ververgaert e Bob Gainey.

## Stagione regolare

### Classifiche
= Qualificata per i playoff,       = Vincitore del Prince of Wales Trophy,       = Vincitore del Clarence S. Campbell Bowl

#### East Division
|    |                     | PG | V  | S  | N  | GF  | GS  | PT  |
| -- | ------------------- | -- | -- | -- | -- | --- | --- | --- |
| 1. | Boston Bruins       | 78 | 52 | 17 | 9  | 349 | 221 | 113 |
| 2. | Montreal Canadiens  | 78 | 45 | 24 | 9  | 293 | 240 | 99  |
| 3. | New York Rangers    | 78 | 40 | 24 | 14 | 300 | 251 | 94  |
| 4. | Toronto Maple Leafs | 78 | 35 | 27 | 16 | 274 | 230 | 86  |
| 5. | Buffalo Sabres      | 78 | 32 | 34 | 12 | 242 | 250 | 76  |
| 6. | Detroit Red Wings   | 78 | 29 | 39 | 10 | 255 | 319 | 68  |
| 7. | Vancouver Canucks   | 78 | 24 | 43 | 11 | 224 | 296 | 59  |
| 8. | New York Islanders  | 78 | 19 | 41 | 18 | 182 | 247 | 56  |

#### West Division
|    |                         | PG | V  | S  | N  | GF  | GS  | PT  |
| -- | ----------------------- | -- | -- | -- | -- | --- | --- | --- |
| 1. | Philadelphia Flyers     | 78 | 50 | 16 | 12 | 273 | 164 | 112 |
| 2. | Chicago Blackhawks      | 78 | 41 | 14 | 23 | 272 | 164 | 105 |
| 3. | Los Angeles Kings       | 78 | 33 | 33 | 12 | 233 | 231 | 78  |
| 4. | Atlanta Flames          | 78 | 30 | 34 | 14 | 214 | 238 | 74  |
| 5. | Pittsburgh Penguins     | 78 | 28 | 41 | 9  | 242 | 273 | 65  |
| 6. | St. Louis Blues         | 78 | 26 | 40 | 12 | 206 | 248 | 64  |
| 7. | Minnesota North Stars   | 78 | 23 | 38 | 17 | 235 | 275 | 63  |
| 8. | California Golden Seals | 78 | 13 | 55 | 10 | 195 | 342 | 36  |

### Statistiche

#### Classifica marcatori
La seguente lista elenca i migliori marcatori al termine della stagione regolare.

| Giocatore        | Squadra             | PG | G  | A  | Pt  | +/- | MP  |
| ---------------- | ------------------- | -- | -- | -- | --- | --- | --- |
| Phil Esposito    | Boston Bruins       | 78 | 68 | 77 | 145 | +51 | 58  |
| Bobby Orr        | Boston Bruins       | 74 | 32 | 90 | 122 | +84 | 82  |
| Ken Hodge        | Boston Bruins       | 76 | 50 | 55 | 105 | +40 | 43  |
| Wayne Cashman    | Boston Bruins       | 78 | 30 | 59 | 89  | +49 | 111 |
| Bobby Clarke     | Philadelphia Flyers | 77 | 35 | 52 | 87  | +35 | 113 |
| Rick Martin      | Buffalo Sabres      | 78 | 52 | 34 | 86  | -22 | 38  |
| Syl Apps Jr.     | Pittsburgh Penguins | 75 | 24 | 61 | 85  | +21 | 37  |
| Darryl Sittler   | Toronto Maple Leafs | 78 | 38 | 46 | 84  | +12 | 55  |
| Lowell MacDonald | Pittsburgh Penguins | 78 | 43 | 39 | 82  | +17 | 14  |
| Brad Park        | New York Rangers    | 78 | 25 | 57 | 82  | +18 | 148 |

#### Classifica portieri
La seguente lista elenca i migliori portieri al termine della stagione regolare.

| Giocatore       | Squadra             | PG | Min  | V  | S  | P  | GS  | SO | MGS  |
| --------------- | ------------------- | -- | ---- | -- | -- | -- | --- | -- | ---- |
| Bernie Parent   | Philadelphia Flyers | 73 | 4314 | 47 | 13 | 12 | 136 | 12 | 1.89 |
| Tony Esposito   | Chicago Blackhawks  | 70 | 4143 | 34 | 14 | 21 | 141 | 10 | 2.04 |
| Ross Brooks     | Boston Bruins       | 21 | 1170 | 16 | 3  | 0  | 46  | 3  | 2.36 |
| Doug Favell     | Toronto Maple Leafs | 32 | 1752 | 14 | 7  | 9  | 79  | 0  | 2.71 |
| Wayne Thomas    | Montreal Canadiens  | 42 | 2410 | 23 | 12 | 5  | 111 | 1  | 2.76 |
| Dan Bouchard    | Atlanta Flames      | 46 | 2660 | 19 | 18 | 8  | 123 | 5  | 2.77 |
| Rogatien Vachon | Los Angeles Kings   | 65 | 3751 | 28 | 26 | 10 | 175 | 5  | 2.80 |
| Michel Larocque | Montreal Canadiens  | 27 | 1431 | 15 | 8  | 2  | 69  | 0  | 2.89 |
| Dunc Wilson     | Toronto Maple Leafs | 24 | 1412 | 9  | 11 | 3  | 68  | 1  | 2.89 |
| Gilles Gilbert  | Boston Bruins       | 54 | 3210 | 34 | 12 | 8  | 158 | 6  | 2.95 |

## Playoff

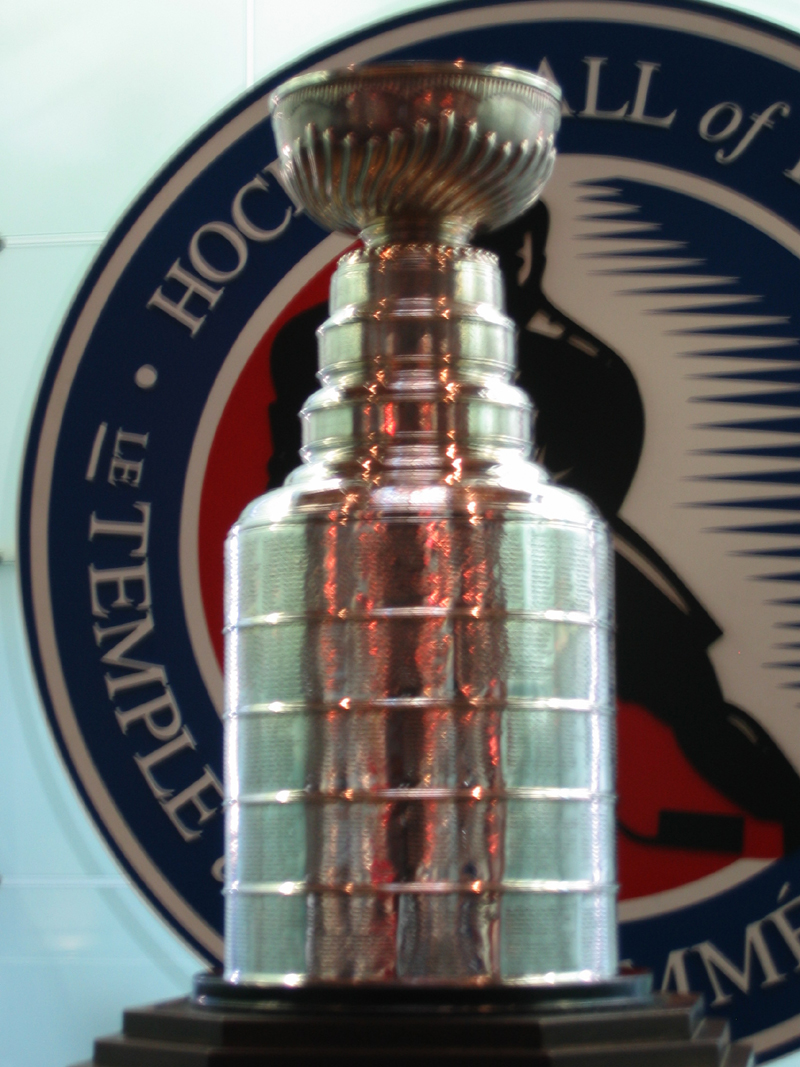
Il trofeo della Stanley Cup

Al termine della stagione regolare le migliori 8 squadre del campionato si sono qualificate per i playoff. I Boston Bruins ottennero il miglior record della lega con 113 punti.

### Tabellone playoff
I quarti di finale vedono affrontarsi squadre provenienti dalla stessa division, la prima qualificata contro la quarta e la seconda contro la terza; il tabellone è strutturato in modo che le vincitrici delle due division possano affrontarsi solo nella finale di Stanley Cup. In tutti e tre i turni di playoff si gioca al meglio delle sette sfide con il formato 2-2-1-1-1: la squadra migliore in stagione regolare avrebbe disputato in casa Gara-1 e 2, (se necessario anche Gara-5 e 7), mentre quella posizionata peggio avrebbe giocato nel proprio palazzetto Gara-3 e 4 (se necessario anche Gara-6).
|  | Quarti di finale | Quarti di finale    | Quarti di finale   |                     |                    | Semifinali          | Semifinali | Semifinali |  |  | Finale | Finale        | Finale |
|  |                  |                     |                    |                     |                    |                     |            |            |  |  |        |               |        |
|  | E1               | Boston Bruins       | 4                  |                     |                    |                     |            |            |  |  |        |               |        |
|  | E4               | Toronto Maple Leafs | 0                  |                     |                    |                     |            |            |  |  |        |               |        |
|  | E4               | Toronto Maple Leafs | 0                  |                     | E1                 | Boston Bruins       | 4          |            |  |  |        |               |        |
|  |                  |                     |                    |                     | E1                 | Boston Bruins       | 4          |            |  |  |        |               |        |
|  |                  | W2                  | Chicago Blackhawks | 2                   |                    |                     |            |            |  |  |        |               |        |
|  | W2               | W2                  | Chicago Blackhawks | 2                   | Chicago Blackhawks | 4                   |            |            |  |  |        |               |        |
|  | W2               |                     |                    |                     | Chicago Blackhawks | 4                   |            |            |  |  |        |               |        |
|  | W3               | Los Angeles Kings   | 1                  |                     |                    |                     |            |            |  |  |        |               |        |
|  |                  |                     |                    |                     |                    |                     |            |            |  |  | E1     | Boston Bruins | 2      |
|  |                  |                     | W1                 | Philadelphia Flyers | 4                  |                     |            |            |  |  |        |               |        |
|  | W1               | Philadelphia Flyers | 4                  |                     |                    |                     |            |            |  |  |        |               |        |
|  | W4               | Atlanta Flames      | 0                  |                     |                    |                     |            |            |  |  |        |               |        |
|  | W4               | Atlanta Flames      | 0                  |                     | W1                 | Philadelphia Flyers | 4          |            |  |  |        |               |        |
|  |                  |                     |                    |                     | W1                 | Philadelphia Flyers | 4          |            |  |  |        |               |        |
|  |                  | E3                  | New York Rangers   | 3                   |                    |                     |            |            |  |  |        |               |        |
|  | E2               | E3                  | New York Rangers   | 3                   | Montreal Canadiens | 2                   |            |            |  |  |        |               |        |
|  | E2               |                     |                    |                     | Montreal Canadiens | 2                   |            |            |  |  |        |               |        |
|  | E3               | New York Rangers    | 4                  |                     |                    |                     |            |            |  |  |        |               |        |

### Stanley Cup
La finale della Stanley Cup 1974 è stata una serie al meglio delle sette gare che ha determinato il campione della National Hockey League per la stagione 1973-74. I Philadelphia Flyers hanno sconfitto i Boston Bruins in sei partite e si sono aggiudicati la prima Stanley Cup nella loro storia.

## Premi NHL
- Stanley Cup: Philadelphia Flyers
- Prince of Wales Trophy: Boston Bruins
- Clarence S. Campbell Bowl: Philadelphia Flyers
- Art Ross Trophy: Phil Esposito (Boston Bruins)
- Bill Masterton Memorial Trophy: Henri Richard (Montreal Canadiens)
- Calder Memorial Trophy: Denis Potvin (New York Islanders)
- Conn Smythe Trophy: Bernie Parent (Philadelphia Flyers)
- Hart Memorial Trophy: Phil Esposito (Boston Bruins)
- Jack Adams Award: Fred Shero (Philadelphia Flyers)
- James Norris Memorial Trophy: Bobby Orr (Boston Bruins)
- Lady Byng Memorial Trophy: Johnny Bucyk (Boston Bruins)
- Lester B. Pearson Award: Bobby Clarke (Philadelphia Flyers)
- Lester Patrick Trophy: Alex Delvecchio, Murray Murdoch, Weston Adams, Charles Crovat
- Vezina Trophy: Bernie Parent (Philadelphia Flyers) e Tony Esposito (Chicago Blackhawks)

### NHL All-Star Team
First All-Star Team
- Attaccanti: Rick Martin • Phil Esposito • Ken Hodge
- Difensori: Brad Park • Bobby Orr
- Portiere: Bernie Parent

Second All-Star Team
- Attaccanti: Wayne Cashman • Bobby Clarke • Mickey Redmond
- Difensori: Bill White • Barry Ashbee
- Portiere: Tony Esposito